# Santa Gertrudis de Fruitera
Santa Gertrudis de Fruitera ist ein Ort im Gemeindebezirk (Municipio) Santa Eulària des Riu auf der spanischen Baleareninsel Ibiza. 2011 lebten 480 Einwohner im Ortskern und weitere 1704 in der Umgebung. Santa Gertrudis entwickelte sich vom Bauerndorf zu einem beliebten Wohnort von Ausländern mit entsprechender Infrastruktur: Bars, Restaurants, Galerien, Antiquitätengeschäfte.

## Schulen
- Morna International College

## Feste
- 16. November: Patronatsfest